# Alfa elica

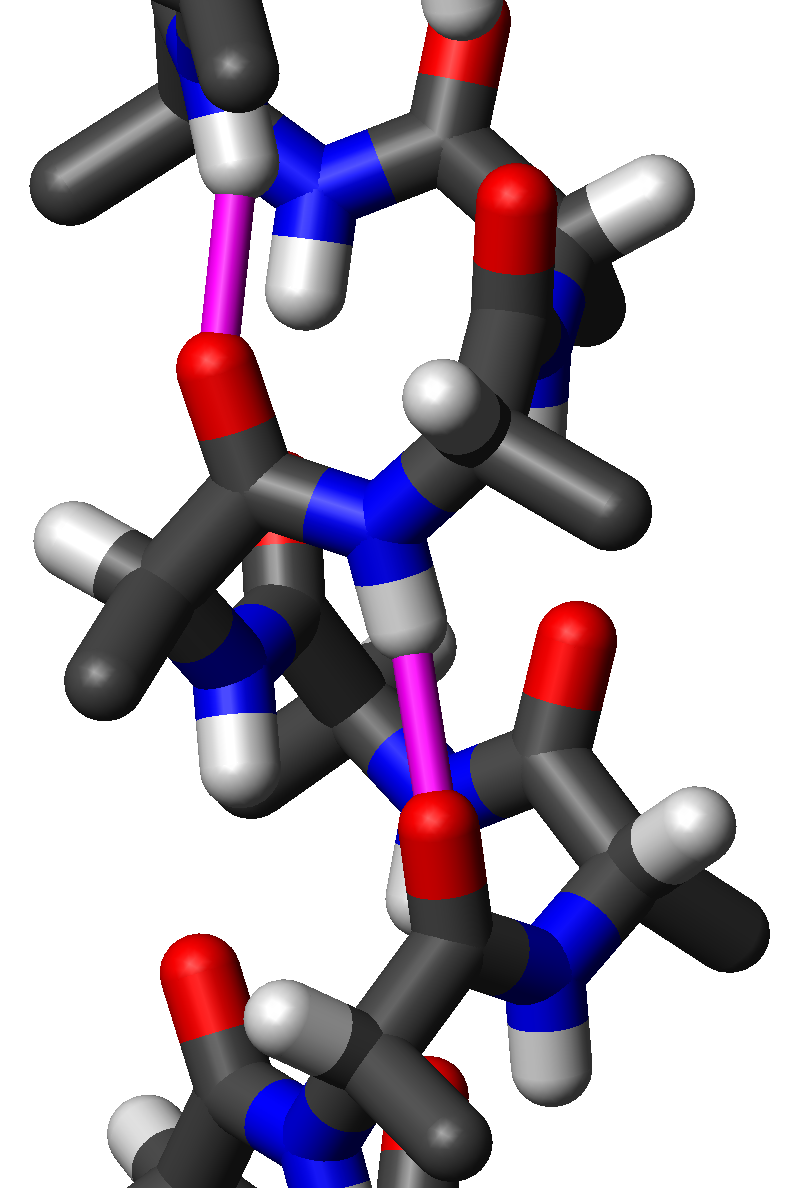
Rappresentazione di una α-elica composta da residui di alanina

L'alfa elica (α elica) è una struttura secondaria elicoidale delle proteine ipotizzata da Linus Pauling e Robert Corey nel 1951, e rappresenta la più semplice disposizione che una catena polipeptidica può assumere.
Le α eliche si formano quando un certo numero di residui amminoacidici consecutivi adottano coppie di angoli di legame (φ, ψ)  compresi fra -60° e -45°, che si collocano nel quadrante inferiore sinistro di un grafico di Ramachandran.
Lo scheletro del polipeptide (ossia la sequenza di legami Cα–C-N-Cα dei residui) risulta strettamente arrotolato attorno ad un asse centrale immaginario, mentre i gruppi laterali -R dei residui amminoacidici sporgono radialmente all'esterno dell'elica.

Ogni giro completo dell'elica corrisponde ad una distanza di 5,4 Å lungo l'asse immaginario, il che implica che vengano coinvolti 3,6 amminoacidi ogni giro.
Le α eliche possono essere destrorse o sinistrorse anche se le seconde rappresentano rare eccezioni.
Le α eliche sono predominanti nell'α-cheratina e rappresentano circa un quarto della struttura secondaria di tutte le proteine.

All'interno dell'α elica ogni legame peptidico partecipa ad un legame idrogeno tra l'idrogeno attaccato all'azoto elettropositivo e l'ossigeno carbonilico del quarto residuo amminoacidico successivo. Dunque ogni giro d'elica è unito a quelli adiacenti da tre o quattro legami idrogeno, il che rende particolarmente stabile la struttura.

## Limitazioni alla formazione di α eliche
Vi sono quattro condizioni che alterano la stabilità dell'α elica:
- Repulsione o attrazione elettrostatica tra residui con -R carichi: ad esempio, la presenza di un tratto ad alta densità di glutammato (Glu), che a pH 7 è carico negativamente, crea una forza di repulsione tra i residui di Glu talmente forte da sorpassare la forza stabilizzatrice dei legami idrogeno. Per la stessa ragione, di segno opposto, alte frequenze di lisina (Lys) e arginina (Arg) nella catena impediscono la formazione di un'α elica.
- Dimensione dei gruppi -R adiacenti: residui con gruppi laterali molto ingombranti sono sfavoriti in strutture ad α elica a causa dell'eccessivo ingombro sterico.
- Presenza di prolina e glicina: nella prolina (Pro) l'atomo di azoto del gruppo amminico fa parte di un anello rigido, che non rende possibile la rotazione del legame N-Cα, pertanto il suo inserimento in un'α elica introduce un ripiegamento destabilizzante. Inoltre, l'atomo di N della prolina non dispone dell'atomo di idrogeno necessario per formare il legame idrogeno con gli altri residui, in quanto questo è impiegato nella formazione del legame peptidico. La glicina (Gly), al contrario, non forma α eliche perché la sua elevata flessibilità conformazionale tende a far assumere alla catena avvolgimenti meno rigidi.
- Interazione tra gli amminoacidi terminali dell'elica: ogni legame peptidico produce un piccolo dipolo elettrico, il quale, attraverso i legami idrogeno, si somma agli altri aumentando il dipolo totale in relazione alla lunghezza dell'elica. I quattro amminoacidi alle due estremità dell'α elica non partecipano del tutto ai legami idrogeno. Le cariche parziali negative e positive si posizionano sui gruppi C=O e N-H dei legami peptidici vicino alle due estremità dell'elica. Per questo motivo gli amminoacidi con un gruppo laterale carico negativamente sono posizionati vicino all'estremità ammino-terminale dell'elica e quelli con gruppo laterale positivo vicino a quella carbossi-terminale.

## La alfa elica nell'arte

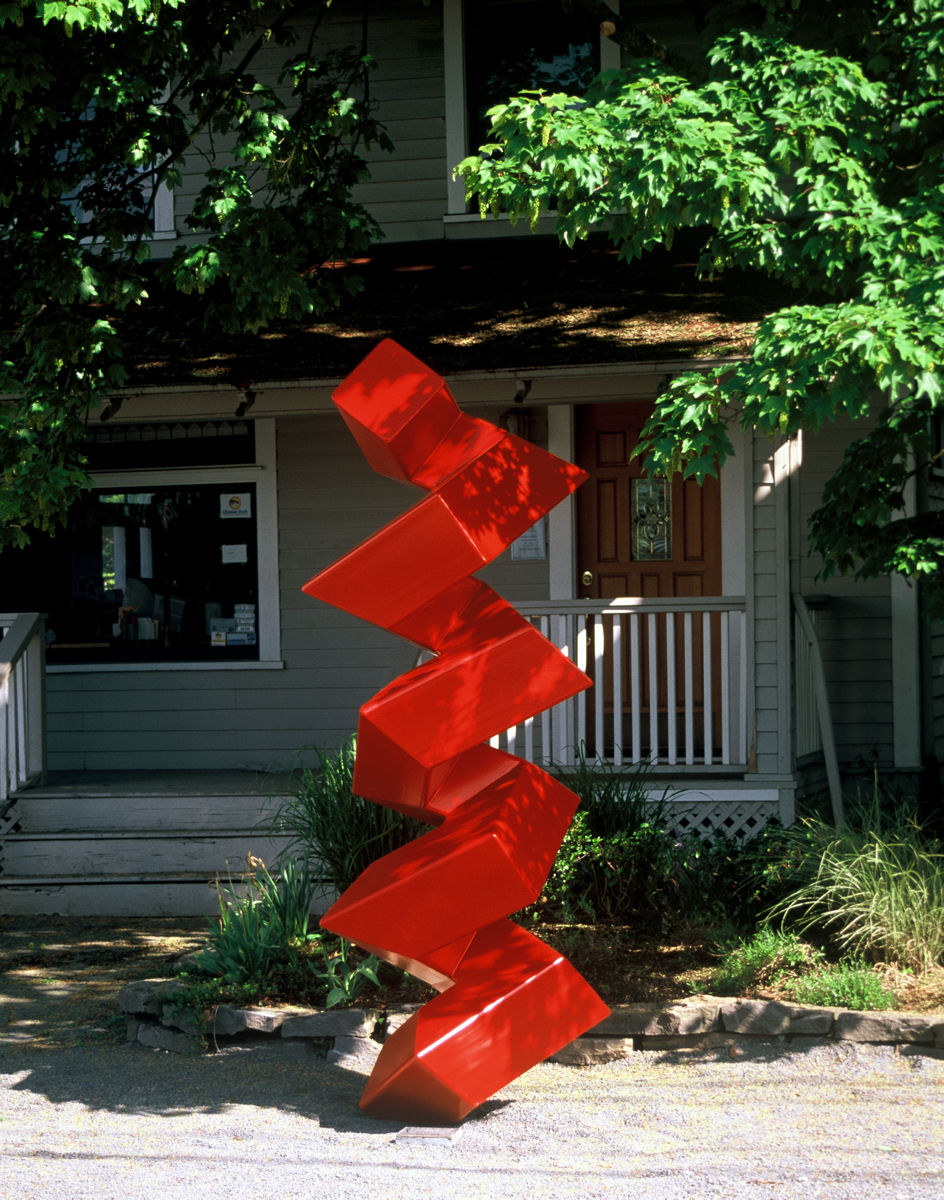
Alfa elica per Linus Pauling (2004) di Julian Voss-Andreae, acciaio verniciato a polvere, altezza 3 m. La scultura si trova di fronte alla casa dove Pauling trascorse l'infanzia, a Portland in Oregon.

Julian Voss-Andreae è uno scultore nato in Germania, laureato in fisica sperimentale e scultura. Dal 2001 Voss-Andreae realizza "sculture proteiche" basate sulla struttura delle proteine e la α-elica è uno dei suoi soggetti preferiti. Voss-Andreae ha creato sculture ad α-elica a partire da diversi materiali, fra i quali il bambù e interi alberi. Un monumento realizzato da Voss-Andreae nel 2004 per commemorare Linus Pauling, lo scopritore della α-elica, è formato da una grande spirale di acciaio, assemblata come la struttura della α-elica. La scultura, alta 3 m e di colore rosso vivo, si trova di fronte alla casa dove Pauling trascorse l'infanzia, a Portland in Oregon.